# Łożysko stożkowe

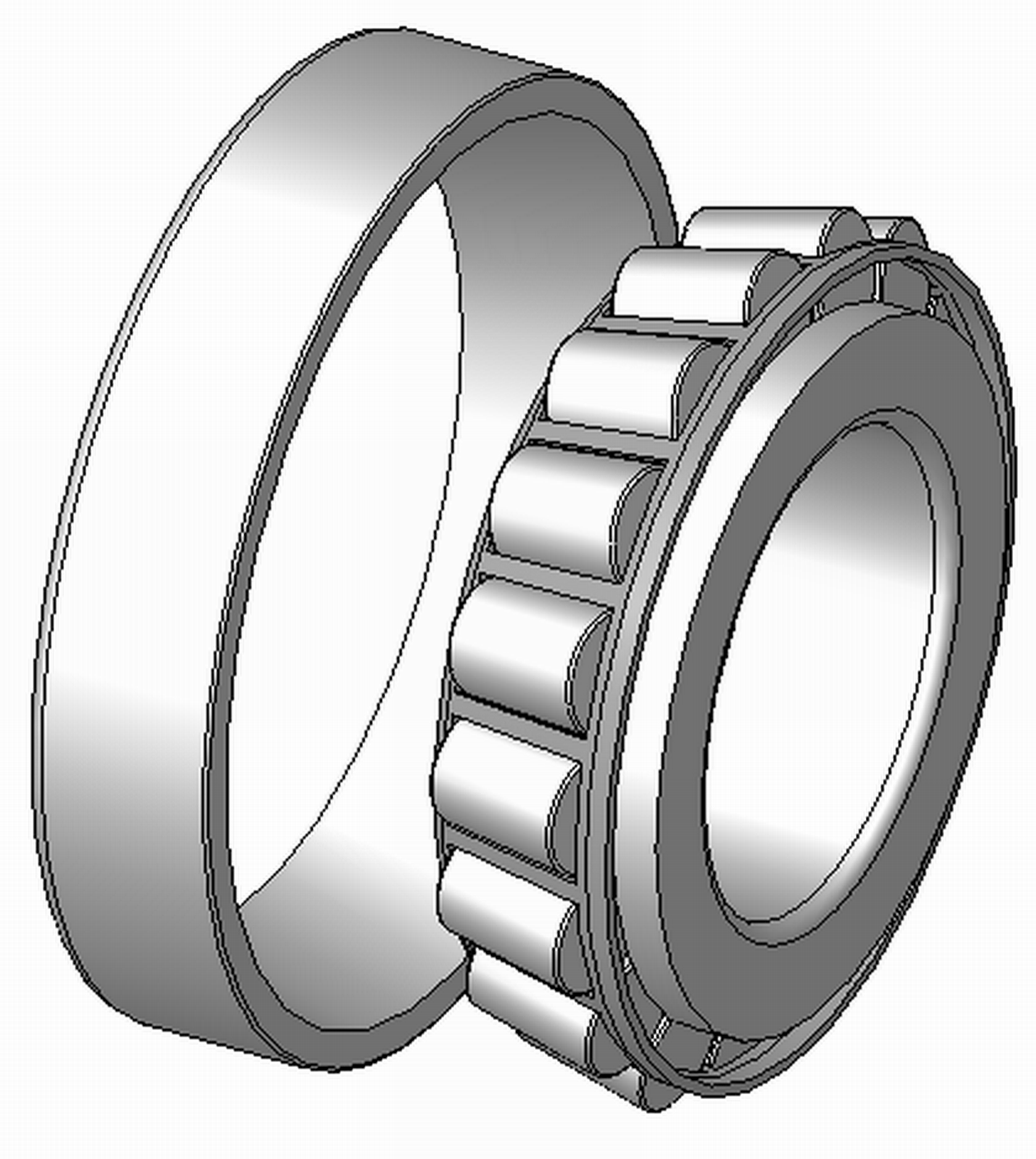
Łożysko stożkowe

Łożysko stożkowe – łożysko toczne, w którym elementy toczne mające zazwyczaj kształt stożków ściętych, poruszają się po bieżni, która również jest stożkiem. Łożysko to charakteryzuje się tym, że obciążenia osiowe, które może przenieść, są tego samego rzędu, co możliwe do przeniesienia obciążenia promieniowe. Łożyska stożkowe wyróżnia niskie tarcie, niewielka ilość wytwarzanego ciepła i niski poziom hałasu.

## Historia

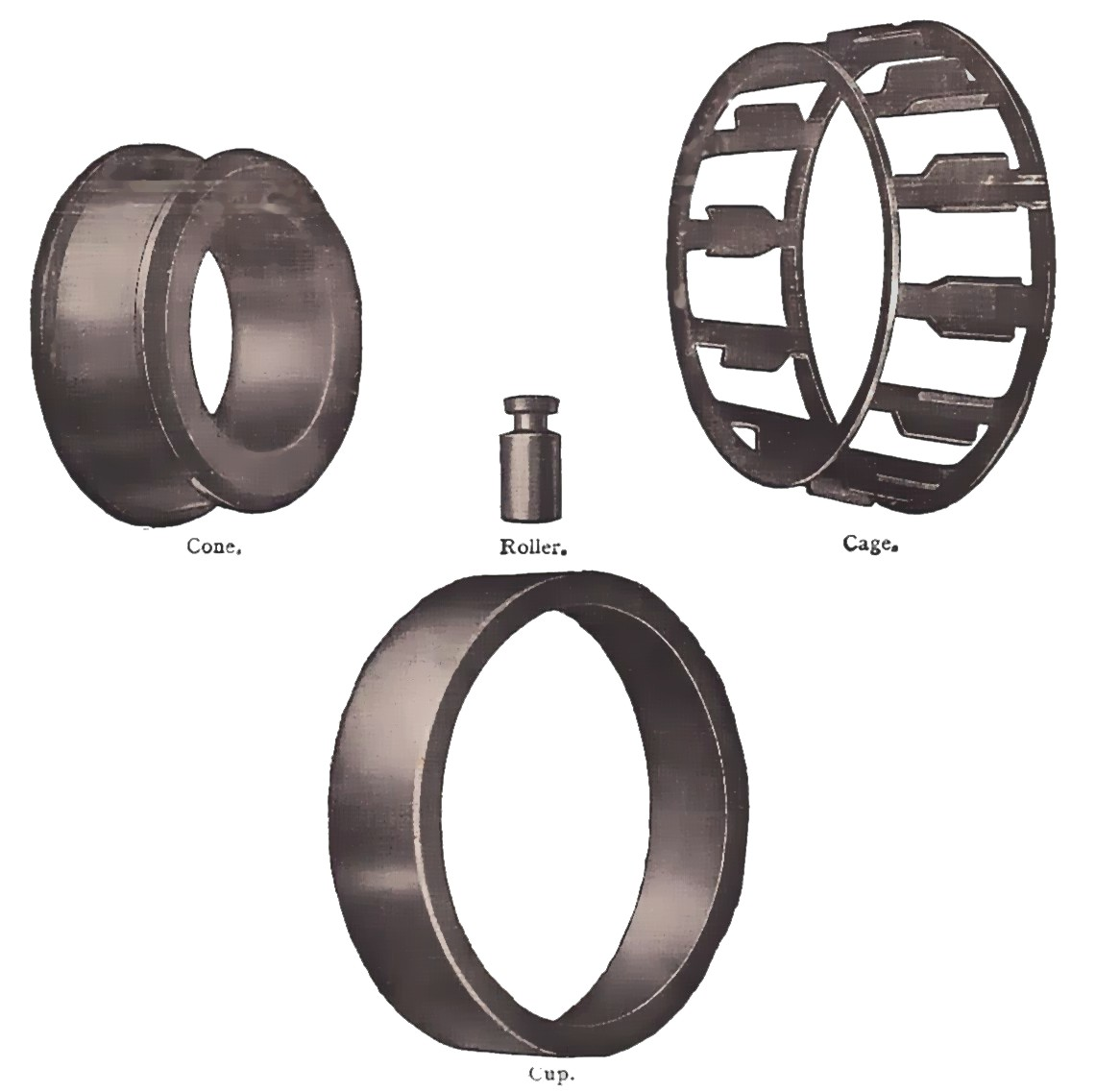
jedno z pierwszych łożysk stożkowych

Łożysko stożkowe zostało wynalezione i opatentowane w 1898 r. przez Henry'ego Timkena. Rok później założył on w Saint Louis firmę Timken Roller Bearing Axle Company zajmującą się produkcją łożysk stożkowych.

## Budowa
Elementami tocznymi w łożysku stożkowym są stożki o niewielkiej zbieżności. Linie rzutowania wszystkich powierzchni stożkowych przecinają się w jednym punkcie osi łożyska. Stosunek maksymalnych obciążeń promieniowych do obciążeń osiowych, jakimi może być obciążone łożysko, zależy od odległości tego punktu do powierzchni czołowej łożyska. Jest to typowe łożysko dzielone – każdy z pierścieni łożyska, jak i koszyk z elementami tocznymi można od siebie oddzielić bez użycia większej siły. Dlatego też, po zainstalowaniu łożyska na wale, musi być ono cały czas obciążone spoczynkową siłą osiową. Z powodu tej specyficznej, dzielonej konstrukcji, łożysko to nie jest produkowane z wbudowanymi uszczelnieniami. W związku z tym, aby zapewnić odpowiednie smarowanie i zabezpieczyć przed wypływem środka smarnego, łożyska te osadza się w specjalnych oprawach łożyskowych, lub w zamkniętych komorach łożyskowych. Łożyska stożkowe, tak jak większość innych łożysk tocznych, mogą być wykonane jako jedno-, lub wielorzędowe (spośród wielorzędowych, najczęściej spotyka się łożyska stożkowe czterorzędowe, które służą do łożyskowania walców walcarek.

## Zastosowanie
Łożyska stożkowe znajdują zastosowanie wszędzie tam, gdzie na wałach występują zarówno siły promieniowe, jak i znaczne siły osiowe, których nie są w stanie przenieść łożyska kulkowe.